# Andrea di Robilant (Journalist)
Andrea di Robilant (* 13. Februar 1957 in Rom, Italien) ist ein italienischer Journalist, Historiker und Autor.

## Leben
Di Robilant wurde als Kind einer amerikanischen Mutter aus Lynchburg, Virginia und eines italienischen Vaters mit piemontesischen und venezianischen Vorfahren geboren. Nachdem er am französischen Gymnasium, dem Lycée français Chateaubriand in Rom, Schwierigkeiten mit der Schule bekam, wurde er auf ein Internat in der Schweiz geschickt und erreichte dort das französische Baccalauréat, das in etwa dem deutschen Abitur entspricht.
Im Jahre 1975 ging di Robilant als Dozent an die Universität Teheran und von dort über Afghanistan Pakistan, Indien, Nepal und Südostasien zurück nach Europa. 
Di Robilant studierte ab 1977 an der Columbia University in New York City die Fächer Geschichte und Politikwissenschaften. Danach arbeitete in den USA als Korrespondent für die italienischen Zeitungen La Repubblica und La Stampa. Heute (2012) lebt er in Rom und Venedig, schreibt Bücher und ist weiterhin Korrespondent von La Stampa.
Sein Buch Venetian Navigators. The Voyage of the Zen Brothers to the Far North behandelt eine nicht gesicherte Reise zweier Kaufleute aus Venedig, die bereits vor der Entdeckung Amerikas durch Kolumbus im Jahre 1390 eine Entdeckungsreise über den Nordatlantik zum bis dahin in Europa nicht bekannten Kontinent gemacht haben sollen. Basis von Robilants Überlegungen ist eine im Jahre 1558 von einem Nachfahren der Zeno-Brüder, Nicolò Zeno (der Ältere) und  Antonio Zeno, zusammen mit einer Reihe von Briefen veröffentlichte Karte. Diese von Nicolò Zeno (dem Jüngeren) gefundene Karte wird von der Mehrzahl der Historiker heute als Fälschung betrachtet, mit welcher die Republik Venedig die Entdeckung Amerikas als Tat von Venezianern herausstellen wollte.

## Veröffentlichungen
- Autunno a Venezia. Hemingway e l'ultima musa. Mailand : Corbaccio, 2018
- 2011: Venetian Navigators. The Voyage of the Zen Brothers to the Far North. Faber & Co., London, ISBN 978-0-571-24377-8.
  - 2011: Titel bei Alfred A. Knopf; New York City: Irresistable North. From Venice to Greenland on the trail of the Zen Brothers, ISBN 978-0-307269850.
- 2008: Lucia nel tempo di Napoleone. Casa Editrice Corbaccio, Mailand, ISBN 978-88-7972-954-3.
- 2003: A Venetian Affair. Knopf, New York City, ISBN 0-375-41181-X.
  - 2003: Maskenspiele. Eine venezianische Affäre. Blessing, München, ISBN 3-89667-174-X